# مقابر الأرقام
مقابر الأرقام، هو اسم رمزي لمجموعة كبيرة من المقابر السرية التي أنشأتها إسرائيل من أجل دفن جثث الضحايا والأسرى بها.
وجدت مقابر الأرقام منذ زمن بعيد، وحاليا يحتجز بها أعداد كبيرة من جثامين الضحايا الفلسطينيين إلى جانب جثامين المتوفين من الأسرى في السجون الإسرائيلية.
يعد ملف احتجاز جثامين الشهداء من الدلائل على افعال دولة الاحتلال اللا انسانية وغير المبررة فمقابر الارقام أو مقابر ضحايا الاعداء كما تطلق عليها دولة الاحتلال يمكننا تعريفها بأنها مدافن بسيطة محاطة بالحجارة بدون شواهد وتثبت فوق كل قبر لوحة معدنية تحمل رقماً معينة ولهذا سميت بمقابر الارقام لأنها تتخد الارقام بديلاً لأسماء الشهداء ولكل رقم ملف خاص تحتفظ به الجهة الامنية المسؤولة، ويشمل المعلومات والبيانات الخاصة بكل شهيد، وبعض الشهداء المحتجزين لا يقتصر وضعهم بالقبور وانما أيضا في ثلاجات خاصة يوضعون هناك

## التأسيس
هناك بعض الجهات التي تقول ان تأسيس تلك المقابر كان مع قيام دولة الاحتلال ولكن حسب اعترافاتهما التي تقول أن فترة تأسيس هذه المقابر كان مع بداية حرب عام 1967 ولا تعرف تلك المؤسسات عددها الحقيقي وأماكن وجودها وعدد الشهداء المدفونين داخلها وهوياتهم، ولم يعرف حتى الآن سوى أربعة منها، ظهرت إحداها مؤخرا على شاشات التلفزيون، عندما بدأت السلطات الإسرائيلية بتجريفها لإخراج الجثامين منها تمهيدا لتسليمها للطرف الآخر بموجب صفقة التبادل.

## التسمية
سميت مقابر الأرقام بهذا الاسم؛ لأن كل قبر منها يحوي على رقم خاص به لا يتكرر مع آخر، وكل رقم من هذه الأرقام دال على ضحية معينة، ويرتبط رقم قبره بملف عن المدفون وحياته مع السلطات الإسرائيلية.

## المعروف من هذه المقابر
تم الكشف عن عدد قليل من مقابر الأرقام ومنها:
1. مقبرة الأرقام المجاورة لجسر «بنات يعقوب» وتقع في منطقة عسكرية، عند ملتقى الحدود الإسرائيلية – السورية – اللبنانية، وبها ما يقرب من 500 قبر، لشهداء فلسطينيين ولبنانيين، غالبيتهم ممن سقطوا في حرب 1982، وما بعد ذلك.
2. مقبرة الأرقام الواقعة في المنطقة العسكرية المغلقة بين مدينة أريحا وجسر دامية في غور الأردن، وهي محاطة بجدار ولها بوابة حديدية، معلق فوقها لافتة كبيرة كتب عليها بالعبرية: مقبرة لضحايا العدو، ويوجد فيها أكثر من 100 قبر، وتحمل هذه القبور أرقاماً من "5003 – 5107"، ويحتمل أن تكون هذه الأرقام تسلسليه لقبور في مقابر أخرى، إلا أن السلطات الإسرائيلية تدعي بأنها مجرد رموز إدارية لا تعكس العدد الحقيقي للجثث المحتجزة في مقابر أخرى.
3. مقبرة «ريفيديم» وتقع أيضا في غور الأردن.
4. مقبرة «شحيطة» وتقع في قرية وادي الحمام، شمال مدينة طبريا الواقعة بين جبل أربيل وبحيرة طبريا. غالبية الجثامين فيها لشهداء معارك منطقة الأغوار بين عامي 1965 – 1975. وفي الجهة الشمالية من هذه المقبرة، تصطف نحو 30 من الأضرحة في صفين طويلين، فيما ينتشر في وسطها نحو 20 ضريحاً. ويوجد بهذه المقابر نحو 349 جثة.

## ظروف احتجاز جثامين الشهداء
يتم دفنهم بعمق قليل جدا ويتم وضعهم بأكياس من البلاستيك ولا يمكن تشخيص الجثث الا بفحص طبي
ويجب ايضاً معرفة ان بعض هذه الجثامين تدفن من دون تصويرها أو حتى إصدار أمر دفن من ضابط المنطقة الإسرائيلي، وبعضها يدفن من دون أن ترفق معه بطاقة حديدية يكتب فيها اسم الشهيد ورقمه وتاريخ استشهاده، على عكس ما تفرضه التعليمات العسكرية الإسرائيلية المكتوبة ، وقد أدى هذا الإهمال والتعامل غير الإنساني إلى صعوبات في التعرف على جثامين بعض الشهداء لدى استخراجها بعد سنوات طويلة وأن جيش الاحتلال لجأ إلى تسجيل أرقام الشهداء على الأكياس البلاستيكية التي توضع فيها الجثامين بواسطة قلم «فلوماستر»، الذي سرعان ما يمحى حبره بفعل العوامل البيئية في التربة، كما أن اللافتات الحديدية التي تحمل رقم الشهيد والموضوعة على قبره غير مثبتة بما فيه الكفاية، ويمكن أن تتحرك من مكانها بفعل العوامل الجويّة والأخطر من ذلك عندما تم التكلم على أن الجثامين في مقبرة «جسر بنات يعقوب» كانت تدفن في التربة مباشرة، بدون وجود طبقة من الباطون تحميها من الانجراف. وقد أدت مياه الأمطار إلى انجراف بعض القبور، وإلى تداخل عظام الشهداء في أكثر من قبر، وتعتبر المقابر حسب قرار الجيش مناطق عسكرية مغلقة لا يسمح الدخول اليها الا بقرار من قائد المنطقة.

## مقابر الارقاموتجارة الأعضاء
قامت دولة الاحتلال الإسرائيلي بتاريخ 17-8-2009 بشن هجوم قوي على الأعلام السويدي حيث قام الصحفي دونالد بوتسروم السويدي بكتابة مقالة على صحيفة المساء السويدية يؤكد على أن دولة الاحتلال وعصاباتها تقوم بعمليات الإتجار بأعضاء الشهداء، وخص في المقال الولايات المتحدة الأمريكية التي تقوم بسرقة أعضاء الشهداء في مقبرة الارقام واتى المقال بعنوان«انهم ينهبون أعضاء أولادنا»

## في القانون الدولي الإنساني المكتوب
تعتبر جريمة مقابر الارقام من الجرائم المسجلة في سجل دولة الاحتلال الإسرائيلي حسب القانون الدولي، والقانون الدولي لحقوق الانسان والقانون الدولي الانساني حيث يعتبر هذا الفعل فعل معيب لا اخلاقي متمثل باحتجاز شخص ميت تدعي زوراً وبهتاناً انه يشكل خطر عليها بأعتداء سافر على مواد الإعلان العالمي للامم المتحدة حول الاختفاء القسري الذي يعتبر تلك الأعمال جريمة ضد الإنسانية، واعتداء واضح وسافر على اتفاقيات جنيف حيث ان جثمان الشهداء والمفقودين لهم حماية خاصة تكفلها تلك الاتفاقيات وتكفل الحق أيضا للميت وليس فقط للانسان الحي حيث ان دولة الاحتلال قامت بالتوقيع على الاتفاقيات الاربعة.

### ومن المواد التي تقوم بانتهاكها
- اتفاقية جنيف الثالثة بشأن معاملة أسرى الحرب.
- اتفاقية جنيف الرابعة بشأن حماية الأشخاص المدنيين في وقت الحرب.
- الملحق (البروتوكول) الأول الإضافي إلى اتفاقيات جنيف، 1977.[10]

### القانون الدولي الإنساني العرفي[11]
- أنتهاك القواعد 112 إلى 116 التي تنص على التدابير الخاصة بالبحث عن الموتى وجمعهم والتعامل معهم وإخلائهم وإعادة رفاتهم.
- القاعدة 113 التي تنص على أنه يتخذ كل طرف في النزاع كل الإجراءات الممكنة لمنع سلب الموتى ويحظر تشويه جثث الموتى. وتنطبق هذه القاعدة على النزاعات المسلحة الدولية وغير الدولية.
- القاعدة 114 التي تنص على أنه (تسعى أطراف النزاع إلى تسهيل إعادة رفات الموتى بناء على طلب الطرف الذي ينتمون إليه أو بناء على طلب أقرب الناس إلى المتوفى. كما تعاد أمتعتهم الشخصية), وتنطبق هذه القاعدة على النزاعات المسلحة الدولية فحسب.
- القاعدة 115 التي تنص على أنه تعامل جثث الموتى بطريقة تتسم بالاحترام وتحترم قبورهم وتصان بشكل ملائم وتنطبق هذه القاعدة على النزاعات المسلحة الدولية وغير الدولية. وتنص اتفاقيات جنيف على أنه يجب دفن الموتى، إذا أمكن، وفقًا لشعائر دينهم.[12]

## أسماء الشهداء والجثامين التي أحتجزت

### المعروفون بعد 2015
شهداء منذ 2015 تحتجزهم سلطات الاحتلال في مقابر الأرقام:
1. عبد الحميد أبو سرور
2. محمد ناصر طريرة
3. محمد جبارة احمد الفقيه
4. رامي محمد عورتاني
5. مصباح أبو صبيح
6. فادي قنبر
7. براء إبراهيم محمد صالح
8. عادل حسن إبراهيم عنكوش
9. أسامة احمد مصطفي عطا
10. بدر كمال مصبح
11. احمد حسن السباخي
12. شادي سامي الحمري
13. علاء سامي أبو غراب
14. محمد خير الدين البحيصي
15. أحمد إسماعيل جرار
16. أحمد نصر جرار
17. عبد الرحمن بني فاضل
18. مصعب زهير السلول
19. محمد الربايعة
20. يوسف أحمد عطوة العماوي
21. عطية محمد عطوة العماوي
22. يوسف جاسر إبراهيم أبو جزر
23. عبد السلام مسامح
24. عزيز عويسات
25. رمزي النجار
26. خالد سمير عبد العال
27. محمد طارق إبراهيم دار يوسف
28. هاني محمد عودة المجدلاوي
29. وائل عبد الفتاح الجعبري
30. عطاف محمد مصلح صالح
31. رمزي أبو يابس
32. صالح عمر صالح برغوثي
33. أشرف وليد سليمان نعالوة
34. فارس بارود
35. امير دراج
36. يوسف عنقاوي
37. ياسر محمد فوزي شويكي
38. عمر أبو ليلى
39. محمد عبد المنعم محمد عبد الفتاح
40. يوسف وجيه يوسف احمد
41. نصار ماجد عمر طقاطقة
42. هاني حسن سلمان ناصر أبو سلمي
43. عبد الله أشرف عبد الغمري
44. عبد الله إسماعيل عليان الحمايدة
45. أحمد أيمن موسى العديني
46. رشاد صالح سلمان البديني
47. علاء خضر الهريمي
48. بسام امين محمد السايح
49. رعد ماجد البحري
50. بدوي خالد الشلش مسالمة
51. عبد الله أبو النصر
52. محمد هاني مسعد أبو منديل
53. سالم زويد هويشل النعامي
54. محمود خالد محمود سعيد
55. فخر أبو زيد
56. ماهر يوسف زعاترة
57. محمد الناعم
58. سفيان الخواجا
59. إبراهيم حجازي هلسة
60. بهاء العواودة
61. فادي سمارة
62. احمد مصطفى عريقات
63. سعد الغرابلي
64. أشرف امين حسن هلسة
65. محمد ضامر حمدان مطر
66. داوود طلعت الخطيب

### تم إطلاق سراحها
- استرداد جثامين شهداء مقابر الأرقام 2012